# Wereldkampioenschappen roeien 1986
De 16e editie van de wereldkampioenschappen roeien werd in 1986 gehouden in Nottingham, Engeland. Het was voor de tweede keer dat het toernooi hier werd gehouden.
Voor de eerste keer deelden twee boten dezelfde podiumplaats; in de lichte dubbel twee wonnen het Verenigd Koninkrijk en Nederland beide het zilver.

## Medaillewinnaars

### Mannen
| Bootklasse              | Goud | Goud | Zilver | Zilver | Brons | Brons |
| Skiff M1x               | Peter-Michael Kolbe |      | Pertti Karppinen |        | Wassili Jakuscha |       |
| Lichte skiff LM1x       | Peter Antonie |      | Bjarne Eltang |        | Glenn Florio |       |
| Dubbel twee M2x         | Italië Alberto Belgeri Igor Pescialli |      | Bulgarije Vasil Radew Kamburgski |        | Duitse Democratische Republiek Andreas Hajek Uwe Heppner                                                                                        |       |
| Twee zonder M2-         | Sovjet-Unie Joeri Pimenov Nikolai Pimenov                                                                                                   |      | Italië Marco Romano Pasquale Alese |        | Duitse Democratische Republiek Dirk Rendant Mario Kliesch                                                                                       |       |
| Twee met M2+            | Verenigd Koninkrijk Andy Holmes Steve Redgrave Patrick Sweeney                                                                              |      | Italië Carmine Abbagnale Giuseppe Abbagnale Giuseppe Di Capua |        | Duitse Democratische Republiek Thomas Greiner Olaf Förster Udo Kühn                                                                             |       |
| Lichte dubbel twee LM2x | Verenigd Koninkrijk Carl Smith Allan Whitwell                                                                                               |      | Frankrijk Luc Crispon Thierry Renault |        | Canada Rob Haag Cam Harvey |       |
| Dubbel vier M4x         | Sovjet-Unie Valeriy Dosenko Sergey Kinyakin Mikhail Ivanov Igor Kotko                                                                       |      | Polen Waldemar Wojda Mirosław Mruk Sławomir Cieślakowski Andrzej Krzepiński                                                                                        |        | Canada Doug Hamilton Robert Mills Paul Douma Mel LaForme                                                                                        |       |
| Vier zonder M4-         | Verenigde Staten Ted Swinford Daniel Lyons John Riley Robert Espeseth                                                                       |      | West-Duitsland Norbert Keßlau Volker Grabow Jörg Puttlitz Guido Grabow                                                                                             |        | Duitse Democratische Republiek Jörg Timmermann Jens Luedecke Ralf Brudel Thomas-Robert Füting                                                   |       |
| Vier met M4+            | Duitse Democratische Republiek Frank Klawonn Bernd Eichwurzel Bernd Niesecke Karsten Schmeling Hendrik Reiher                               |      | Nieuw-Zeeland Nigel Atherfold Bruce Holden Greg Johnston Chris White Andrew Bird                                                                                   |        | Verenigde Staten Doug Burden Chris Huntington Kurt Bausback John Walters Jon Fish                                                               |       |
| Lichte vier zonder LM4- | Italië Franco Pantano Dario Longhin Nerio Gainotti Mauro Torta                                                                              |      | Verenigd Koninkrijk Christopher Bates Peter Haining Neil Staite Stuart Forbes                                                                                      |        | Spanje Fernando Molina Castillo José María de Marco Pérez Carlos Muniesa Alberto Molina Castillo                                                |       |
| Acht M8+                | Australië James Galloway Malcolm Batten Andrew Cooper Mike McKay Mark Doyle James Tomkins Ion Popa Stephen Evans Dale Caterson              |      | Sovjet-Unie Veniamin But Jonas Pinskus Aleksander Voloshin Mykola Komarov Pavlo Hurkovskiy Viktor Diduk Viktor Omelyanovich Zigmantas Gudauskas Hryhoriy Dmytrenko |        | Verenigde Staten Jonathan Kissick John Smith Thomas Kiefer David Krmpotich John Terwilliger Edward Ives Kevin Still Andrew Sudduth Mark Zembsch |       |
| Lichte acht LM8+        | Italië Maurizio Losi Michele Savoia Vittorio Torcellan Massimo Lana Stefano Spremberg Carlo Gaddi Andrea Re Fabrizio Ravasi Massimo Di Deco |      | West-Duitsland Thomas Güntermann Udo Hennig Detlef Glitsch Harald Galster Alwin Otten Frank Rogall Andreas Hobler Wolfgang Birkner Torsten Kreis                   |        | Denemarken Jørn Jørgensen Kim Hagsted Morten Espersen Leif Jacobsen Michael Sørensen Flemming Jensen Vagn Nielsen Bent Fransson Stephen Masters |       |

### Vrouwen
| Bootklasse              | Goud | Goud | Zilver | Zilver | Brons | Brons |
| Skiff W1x               | Jutta Hampe |      | Magdalena Georgejeva |        | Dumitschewa |       |
| Lichte skiff LW1x       | Maria Sava |      | Rita de Fauw |        | Angela Herron |       |
| Dubbel twee W2x         | Duitse Democratische Republiek Sylvia Schwabe Beate Schramm                                                                                               |      | Roemenië Veronica Cogeanu Elisabeta Lipa |        | Nieuw-Zeeland Robin Clarke Stephanie Cooper-Foster |       |
| Twee zonder W2-         | Roemenië Rodica Arba Olga Homeghi |      | Sovjet-Unie Stepanowa Pegowa |        | Duitse Democratische Republiek Kathrin Haacker Martina Walther                                                                                           |       |
| Lichte dubbel twee LW2x | Verenigde Staten Chris Ernst Cary Beth Sands |      | Verenigd Koninkrijk Gillian Bond Carol Ann Wood Nederland Karin Hommers Ellen Meliesie                                                                                 |        | geen derde plaats |       |
| Dubbel vier W4x         | Duitse Democratische Republiek Kerstin Pieloth Birgit Peter Kerstin Hinze Jana Sorgers                                                                    |      | Roemenië Anișoara Bălan Doina Robu Anișoara Sorohan Maricica Țăran |        | Nederland Marijke Zeekant Marjan Pentenga Nicolette Wessel Jos Compaan                                                                                   |       |
| Vier met W4+            | Roemenië Doina Bălan Marioara Trașcă Chira Stoean Lucia Sauca Viorica Ioja                                                                                |      | Duitse Democratische Republiek Kerstin Spittler Beatrix Schröer Corinna Scheid Carola Lichey Sylvia Müller                                                             |        | Canada Jane Tregunno Jennifer Walinga Christina Clarke Tricia Smith Lesley Thompson-Willie                                                               |       |
| Lichte vier zonder LW4- | Verenigde Staten Carolyn Mehaffey Sandy Kendall Mandy Kowal Anne Martin                                                                                   |      | Verenigd Koninkrijk Alexa Forbes Gillian Hodges Lin Clark Judith Burne                                                                                                 |        | West-Duitsland Claudia Engels Ute Zobeley Sonja Petri Evelyn Herwegh                                                                                     |       |
| Acht W8+                | Sovjet-Unie Elena Tereshina Marina Suprun Saria Sakirova Olena Pukhaieva Marina Znak Irina Teterina Lidiya Averyanova Vida Cesiūnaitė Valentina Khokhlova |      | Duitse Democratische Republiek Gerlinde Doberschütz Anett Devantier Kathrin Dienstbier Ute Stange Anja Kluge Carola Hornig Annekathrin Fercho Ute Wild Daniela Neunast |        | Roemenië Mihaela Armășescu Camelia Diaconescu Carolina Matei Adriana Chelariu Veronica Necula Livia Țicanu Florica Lavric Herta Anitaș Mariana Dorobantu |       |

## Medaillespiegel
| Plaats | Land                           | Goud | Zilver | Brons | Totaal |
| 1      | Duitse Democratische Republiek | 4    | 2      | 5     | 11     |
| 2      | Sovjet-Unie                    | 3    | 2      | 2     | 7      |
| 3      | Roemenië                       | 3    | 2      | 1     | 6      |
| 4      | Italië                         | 3    | 2      | 0     | 5      |
| 5      | Verenigde Staten               | 3    | 0      | 4     | 7      |
| 6      | Verenigd Koninkrijk            | 2    | 3      | 0     | 5      |
| 7      | Australië                      | 2    | 0      | 0     | 2      |
| 8      | West-Duitsland                 | 1    | 2      | 1     | 4      |
| 9      | Bulgarije                      | 0    | 2      | 0     | 2      |
| 10     | Denemarken                     | 0    | 1      | 1     | 2      |
| 10     | Nederland                      | 0    | 1      | 1     | 2      |
| 10     | Nieuw-Zeeland                  | 0    | 1      | 1     | 2      |
| 13     | België                         | 0    | 1      | 0     | 1      |
| 13     | Finland                        | 0    | 1      | 0     | 1      |
| 13     | Frankrijk                      | 0    | 1      | 0     | 1      |
| 13     | Polen                          | 0    | 1      | 0     | 1      |
| 17     | Canada                         | 0    | 0      | 3     | 3      |
| 18     | Spanje                         | 0    | 0      | 1     | 1      |
| Totaal | Totaal                         | 21   | 22     | 20    | 63     |

Bij de "Lichte dubbel twee" werden twee zilveren en geen bronzen medaille vergeven.
Edities

1962 Luzern · 
1966 Bled · 
1970 St. Catharines · 
1974 Luzern · 
1975 Nottingham · 
1976 Villach · 
1977 Amsterdam · 
1978 Hamilton (alleen zwaar) · 
1978 Kopenhagen (alleen licht) · 
1979 Bled · 
1980 Hazewinkel · 
1981 München · 
1982 Luzern · 
1983 Duisburg · 
1984 Montréal · 
1985 Hazewinkel · 
1986 Nottingham · 
1987 Kopenhagen · 
1988 Milaan · 
1989 Bled · 
1990 Lake Barrington · 
1991 Wenen · 
1992 Montréal · 
1993 Račice · 
1994 Indianapolis · 
1995 Tampere · 
1996 Motherwell · 
1997 Aiguebelette · 
1998 Keulen · 
1999 St. Catharines · 
2000 Zagreb · 
2001 Luzern · 
2002 Sevilla · 
2003 Milaan · 
2004 Banyoles · 
2005 Gifu · 
2006 Eton · 
2007 München · 
2008 Ottensheim · 
2009 Poznań · 
2010 Hamilton · 
2011 Bled · 
2012 Plovdiv · 
2013 Chungju · 
2014 Amsterdam ·
2015 Aiguebelette ·
2016 Rotterdam ·
2017 Sarasota ·
2018 Plovdiv ·
2019 Ottensheim ·
2020 Bled ·
2021 Shanghai ·
2022 Račice ·
2023 Belgrado ·
2024 St. Catharines ·
2025 Shanghai · 
2026 Amsterdam

Onderdelen

Skiff · 
Lichte skiff · 
Dubbel twee · 
Lichte dubbel twee · 
Twee zonder · 
Lichte twee zonder · 
Twee met

Dubbel vier · 
Dubbel vier met · 
Lichte dubbel vier · 
Vier zonder · 
Lichte vier zonder · 
Vier met · 
Acht · 
Lichte acht